# Mouni Abderrahim
Mouni Abderrahim (ur. 19 listopada 1985 w Algierii) – algierska siatkarka grająca na pozycji przyjmującej.
Obecnie występuje w drużynie ASW Bejaia.